# 김윤지 (배우)
김윤지(영어: Christine Kim 크리스틴 김[*], 1988년 9월 6일 ~ )는 대한민국의 가수 겸 배우이다. 가수 시절 NS 윤지라는 예명으로 활동했다. 이름 앞에 붙은 NS의 뜻은 가족의 지인이었던 국악인 김영임을 통해 알게 된 도올 김용옥 선생이 '새혼'이란 이름을 지어준 데서 시작됐다 (New Spirit/Soul). 이후 '혼'이라는 글자가 주는 어감 때문인지 간단하게 New Star의 약자라고 말하기도 한다고 밝혔다. 사촌여동생은 카라의 전 멤버 강지영이다. 2017년, 배우로 전향하면서 활동명을 "NS 윤지"에서 본명인 "김윤지"로 변경하였다. 한국계 미국인이다.

## 학력
- 캘리포니아 대학교 로스앤젤레스캠퍼스 (UCLA) 무용학과, 커뮤니케이션학과 중퇴

## 생애
김윤지는 1988년 9월 6일, 서울에서 태어났다. 초등학교 4학년에 미국 샌프라난도 밸리로 이민을 갔었고, 학력은 UCLA 무용학에 입학하였지만, 가수의 꿈을 키우기 위해 1학년을 마치고 학사 휴학을 해 다시 한국으로 돌아왔다. 윤지는 어렸을적부터 무용을 배우며 꿈을 키워나갔고 그룹 god에 빠져 가수가 되기를 확고히한다. 하지만 부모님은 반대를 했다. 한국에 와서는 팝핀현준으로부터 팝핀, 브레이크, 꺾기 등 여자가 추기 어려운 춤들을 배워나갔으며, 보컬트레이닝도 함께 받았다.
2009년 9월 24일, 데뷔 음반 《머리 아파》를 발매하며 NS윤지로 데뷔하게 된다. 앨범 제목으로 인하여 '두통녀'로 불리기도 하였으며, "머리 아파"의 안무인 '매트릭스 춤' 등이 화제를 모으며 나름 관심을 받았었다. 2010년 5월 15일에는 첫 싱글 《Ambitious》를 발매하고 활동했었는데, 이때 NS윤지는 KBS의 예능프로그램인 《천하무적 야구단》에서 2기 서포터즈로 출연하기도 했다. 또한 미국의 연예블로거 페리스 힐튼이 자신의 홈페이지에 《Ambitious》의 타이틀곡 "Don't go back"의 뮤직비디오를 소개하기도 했다. 이후 2010년 10월 21일 두 번째 싱글 《Time To Fly High》를 발매해 타이틀곡 "춤을 춰"로 활동했다.
2011년 4월 13일에는 두 번째 디지털 싱글 《Talk Talk Talk》를 발매했다. 타이틀곡 "Talk Talk Talk"는 라이머가 프로듀싱을 맡은 곡으로, 예전 카리스마 있는 컨셉과 달리 발랄한 컨셉이다. 이때 NS윤지는 생애 처음으로 단발을 시도하기도 했다.

## 출연 작품

### 드라마
| 연도 | 방송사   | 제목          | 역할   | 비고   |
| ---- | -------- | ------------- | ------ | ------ |
| 2018 | SBS      | 황후의 품격   | 김현주 | 52부작 |
| 2021 | tvN      | 마인:MINE     | 재스민 | 16부작 |
| 2024 | 디즈니 + | 화인가 스캔들 | 서지연 | 10부작 |

### 영화
| 연도 | 제목                    | 역할 |
| ---- | ----------------------- | ---- |
| 2024 | 리프트: 비행기를 털어라 |      |

## 그 외 활동

### 방송 활동
- 2010년 KBS2 《천하무적 야구단》
- 2010년 KBS2 《출발드림팀 시즌 2》
- 2011년 KBS2 《스쿨 버라이어티 백점만점》
- 2013년 MBC 에브리원 《싱글즈2》- 클라라와 한소영과 함께
- 2013년 MBC 《스타 다이빙 쇼 스플래시》
- 2014년 JTBC 《크라임씬》
- 2014년 KBS2 《도서관이 살아있다》
- 2016년 KBS2 《수상한 휴가》
- 2017년 JTBC 《말하는대로》
- 2017년 MBC 에브리원 《비디오스타》

### 광고
- 2011년 히트쥬얼
- 2012년 엠게임 용 온라인
- 2013년 추콩코리아 미검온라인
- 2014년 네오위즈게임즈 아바
- 2015년 맥콜 (With 박형식)

## 음반 목록
미니 음반
- 2012: 《Neo Spirit》
- 2012: 《SKINSHIP》
- 2014: 《The Way 2..》
- 2015: 《Sincerely,》
- 2021: 《If You Love Me》 (Feat. 주헌 (몬스타엑스))